# Adultério (livro)
Adultério é um livro do escritor brasileiro Paulo Coelho, lançado em 2014. A história se passa em Genebra e os principais personagens são uma jornalista e um político, ambos casados e ex-namorados de adolescência.
Em recente entrevista, Coelho disse que em termos de vendas, este foi seu livro mais bem sucedido desde O Zahir

## Sinopse
Uma mulher de cerca de 30 anos começa a questionar a rotina e a previsibilidade de seus dias. Aos olhos de todos, ela tem uma vida perfeita: um casamento sólido e estável, um marido amoroso, filhos doces e bem-comportados, um emprego como jornalista do qual não pode se queixar. Porém já não consegue mais suportar o esforço que precisa fazer para fingir felicidade quando tudo o que sente pela vida é uma enorme apatia. Tudo isso muda quando ela encontra um ex-namorado da adolescência. Jacob agora é um político bem-sucedido e, durante uma entrevista, acaba despertando nela algo que havia muito ela não sentia: paixão. Agora ela fará de tudo para conquistar esse amor impossível, e terá que descer até o fundo do poço das emoções humanas para enfim encontrar sua redenção.
"Quando se vê um homem com uma garotinha as pessoas toleram. Mas, se veem uma mulher casada com um rapaz mais jovem, todos vão julgá-la e a considerar uma aberração", disse o autor em entrevista à "Contigo", comentando o tema do livro. "Todo mundo pode cair em tentação e ser fraco, mas isso não justifica o fim de um casamento."

## Extracts
Ainda não me apresentei. Muito prazer, meu nome é Linda. Tenho 31 anos, 1,75 metro de altura, 68 quilos e me visto com as melhores roupas que o dinheiro pode comprar (graças à generosidade sem limites de meu marido). Desperto o desejo dos homens e a inveja das mulheres. No entanto, a cada manhã, quando abro os olhos para este mundo ideal com que todos sonham e poucos conseguem conquistar, sei que o dia será um desastre. - Extrato de Adultério
- Leio trecho de Adultério, de Paulo Coelho

## Crítica
Um romance que costura temas delicados, como depressão, infidelidade e a rotina do casamento, sempre salpicados pelo misticismo característico desse mago das letras., O Globo Extra (Brazil)
Adultério conta uma história tradicional de traição, mas inova no método. Pela primeira vez, um grande escritor conhecido mundialmente se valeu das redes sociais para construir enredos e criar personagens., Revista Época Brazil